# Trummen
Trummen är en sjö i Växjö kommun i Småland och ingår i Mörrumsåns huvudavrinningsområde. Sjön är 2,4 meter djup, har en yta på 0,771 kvadratkilometer och befinner sig 161 meter över havet. Sjön avvattnas av vattendraget Bergundakanal. Vid provfiske har en stor mängd fiskarter fångats, bland annat abborre, björkna, braxen och gers.
Sjön ligger i tätorten Växjös omedelbara närhet. Vid sjön ligger Teleborgs slott, Linnéuniversitetet, S:t Sigfrids sjukhus och Sandviksverket.

## Delavrinningsområde
Trummen ingår i delavrinningsområde (630480-144095) som SMHI kallar för Utloppet av Trummen. Medelhöjden är 175 meter över havet och ytan är 11,78 kvadratkilometer. Det finns inga avrinningsområden uppströms utan avrinningsområdet är högsta punkten. Bergundakanal som avvattnar avrinningsområdet har biflödesordning 2, vilket innebär att vattnet flödar genom totalt 2 vattendrag innan det når havet efter 115 kilometer. Avrinningsområdet består mestadels av skog (32 %) och jordbruk (10 %). Avrinningsområdet har 0,77 kvadratkilometer vattenytor vilket ger det en sjöprocent på 7,3 %. Bebyggelsen i området täcker en yta av 4,41 kvadratkilometer eller 42 % av avrinningsområdet.

## Fisk
Vid provfiske har följande fisk fångats i sjön:
- Abborre
- Björkna
- Braxen
- Gärs
- Gädda
- Gös
- Karpfisk obestämd
- Löja
- Mört
- Sarv